# O Mundo Secreto dos Jardins
O Mundo Secreto dos Jardins é um documentário premiado de 39 episódios que explora em dimensões microscópicas, as características peculiares de insetos como: borboletas, beija-flores, joaninhas e outros seres vivos como: sapos e lesmas, entre outros.
Durante um ano e acompanhar o ciclo de vida da fauna e flora do jardim: defesas, rituais e, curiosidades.

## Prêmios
Vencedor de dois prêmios no 17.º Gemini Movie Awards: Melhor documentário sobre ciência ou natureza e, Melhor direção em série de documentário.
Vencedor de Excelência em Cinematografia no Prêmio Kodak.